# David R. De Graff
| 31113 Stull     | 19 agosto 1997   |
| 152641 Fredreed | 5 settembre 1997 |

David R. De Graff (...) è un astronomo statunitense.
Ottenuto il dottorato in astrofisica all'Università della Carolina del Nord a Chapel Hill, è divenuto professore di astronomia all'Università di Alfred.
Il Minor Planet Center gli accredita la scoperta di due asteroidi, effettuate entrambe nel 1997 in collaborazione con J. Scott Weaver.